# Gomphocarpus munonquensis
Gomphocarpus munonquensis är en oleanderväxtart som först beskrevs av Spencer Le Marchant Moore, och fick sitt nu gällande namn av Goyder och Nicholas. Gomphocarpus munonquensis ingår i släktet Gomphocarpus och familjen oleanderväxter. Inga underarter finns listade i Catalogue of Life.